# めぐり逢い (1957年の映画)
『めぐり逢い』（An Affair to Remember）は、1957年制作のアメリカ映画。レオ・マッケリー監督。主演はケーリー・グラントとデボラ・カー。
本作はマッケリーが1939年に制作した映画『邂逅』（Love Affair）のリメイクである。多くのシーンは前作と同じ内容である。
デボラ・カーが映画の中で歌う主題歌「過ぎし日の恋」(An Affair to Remember)は、『王様と私』でも吹き替えをしたマーニ・ニクソンが吹き替えた。

## キャスト
※括弧内は日本語吹替（初回放送1969年7月20日『日曜洋画劇場』）
- ニッキー - ケーリー・グラント（田口計）
- テリー - デボラ・カー（水城蘭子）
- ケネス - リチャード・デニング（小林修）
- ロイス - ネヴァ・パターソン（山崎左度子）
- ニッキーの祖母 - キャスリーン・ネスビット（初井言栄）
- ロバート・Q・ルイス - 本人役
- ネッド - チャールズ・ワッツ
- コーベット - フォーチュニオ・ボナノヴァ

## あらすじ
プレイボーイで有名な二流画家のニッキーはヨーロッパからニューヨークへ向かうオーシャン・ライナー乗船中にテリーと出会う。ニッキーの誘いを受け流しながらも船旅中なにかと出くわすことが多い二人は次第に打ち解ける。寄港地にあるニッキーの祖母の家に二人で立ち寄ると、ニッキーは祖母に白いショールをプレゼントした。テリーはニッキーの祖母と心が通じ合い、祖母も直感的にテリーが孫の伴侶にふさわしい人だと分かる。祖母のさりげないピアノ伴奏での「思い出の恋」に合わせ、元歌手のテリーが歌い出す。その時二人は、お互いにすでに婚約者やパトロンがいながらも、自分たちの本当の気持ちに気づく。ニッキーの祖母と別れ船に戻った二人は、6か月後にエンパイア・ステート・ビルディングの最上階での再会を約束し共に人生を過ごすことを誓い合う。そして船旅の最後の日が来て、二人は港に迎えに来たそれぞれの婚約者と共に去っていく。
離れている間にそれぞれの婚約を破棄し、愛する人との新しい生活の準備をして再会の日を待つ。そして約束の日、ニッキーはエンパイア・ステート・ビルディングの展望台で閉館までテリーを待ち続けるが、彼女はついに現れなかった。
その後もテリーの消息はまったくつかめず、愛する人に裏切られたと自暴自棄気味になるニッキーだが、絵を描きながら周囲の人の支えで心の傷を癒していく。
そのころ、テリーは車椅子の生活になっていた。約束の日にエンパイアステートビルに急いで向かう途中で交通事故に遭い足が不自由になったが、ニッキーの負担になると考えて事実を知らせていなかった。テリーは足が良くなり歩けるようになったらニッキーに会おうと思いながら、歌手の経験を生かし子供たちの合唱団の指揮の仕事をしていた。
ニッキーがテリーのことを忘れかけた頃、二人はバレエ観劇の客席で偶然再会するが、お互いの隣にはそれぞれ元の婚約者がいた。そして、テリーの居場所を突き止めたニッキーはクリスマスの日に彼女に会いに行き、ソファに座ったまま挨拶するテリーを訝（いぶか）しみながらも、亡き祖母がテリーに渡すように遺言したショールを渡す。そして、自分が描いた絵（祖母の家でのテリーを思い出しながら描いた絵）が、画廊に来た貧しい車椅子の女性に譲られたことを話すうち、その女性がテリーでないかと気づき出す。ニッキーは奥の部屋の戸を開け、そこに自分が描いた絵が飾られているのを目にし、何故彼女が約束の日に来られなかったのかの真実を悟る。二人はお互いの変わらぬ愛を知り微笑み合って抱擁する。

## リメイク
1993年のノーラ・エフロン監督の『めぐり逢えたら』はこの作品をモチーフにしている。また、1994年にはウォーレン・ベイティ、アネット・ベニングのコンビでリメイクされた。

## 主な録音・出版物など
- めぐり逢い DVD 2014年04月02日/FXBNG-1240/ウォルト・ディズニー・スタジオ・ジャパン
- Blu-ray Disc 2011年09月21日/FXXJ-1240/20世紀フォックスホームエンターテイメントジャパン

ほか
VHS（ビデオ）、レーザーディスク、DVDなど、多数